# Ditassa retusa
Ditassa retusa är en oleanderväxtart som beskrevs av Carl Friedrich Philipp von Martius. Ditassa retusa ingår i släktet Ditassa och familjen oleanderväxter. Inga underarter finns listade i Catalogue of Life.